# فرودگاه تک‌بانده گراس روزبل
فرودگاه تک‌بانده گراس روزبل (به انگلیسی: Gross Rosebell Airstrip) یک فرودگاه همگانی است . این فرودگاه در کشور سورینام قرار دارد .